# Amban

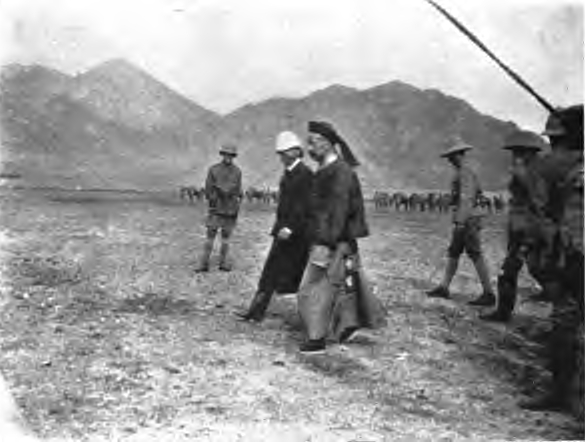
Youtai, o Amban de Lhasa, e o Coronel Francis Younghusband

Amban (Manchu e Mongol:; Амбан, tibetano: ཨམ་བན; am ben, chinês tradicional: 昂邦, Uigur: ئامبان་ am ben) é um termo da língua manchu que significa "alto funcionário" (chinês tradicional: 大臣, pinyin: dàchén), correspondendo a vários títulos oficiais diferentes no governo imperial da China Qing. Por exemplo, os membros do Grande Conselho eram chamados de Coohai nashūn-i amban na língua manchu e os governadores-gerais Qing eram chamados de Uheri kadalara amban (manchu:).

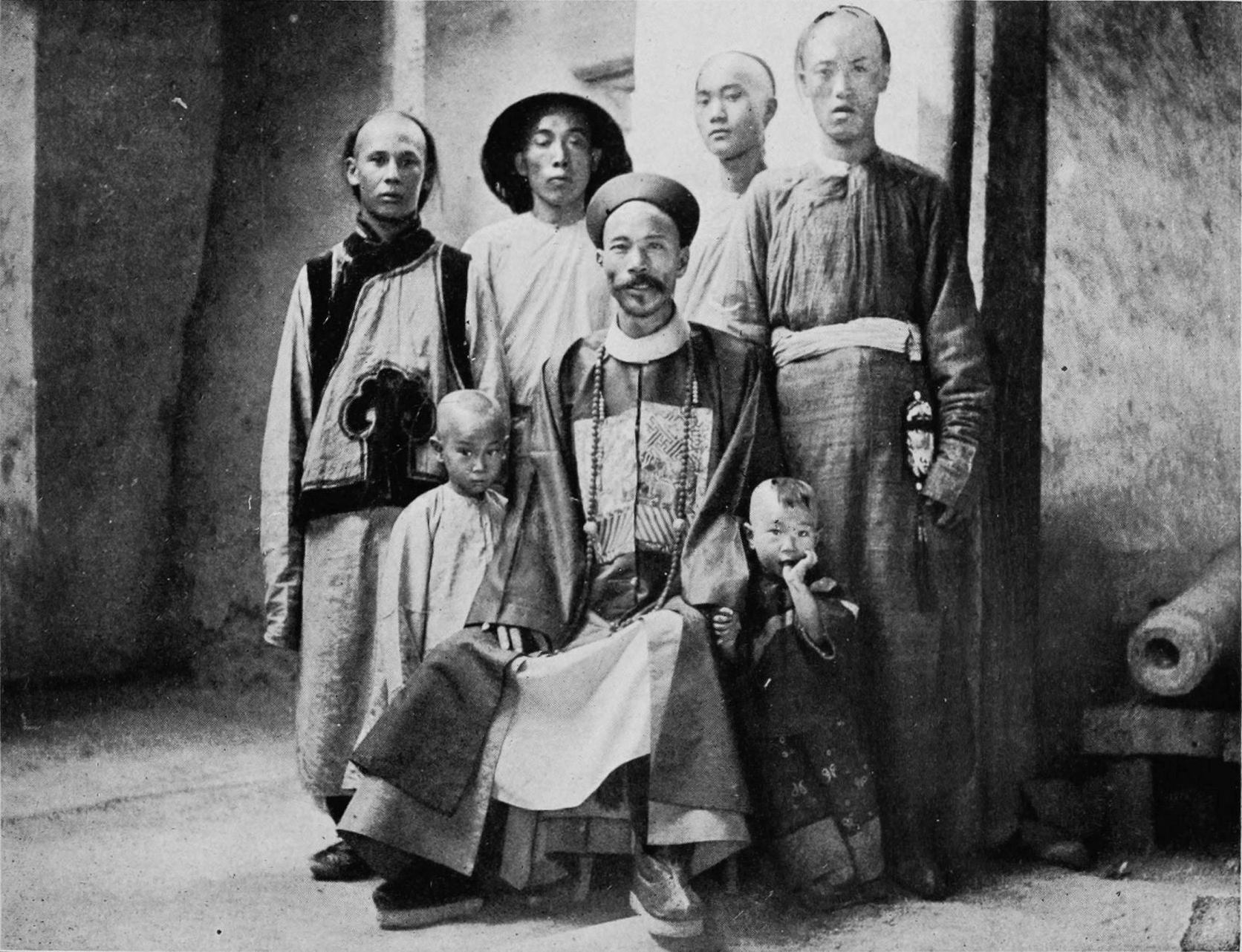
T'ang Ta-Jên, militar Amban de Cotã, com seus filhos e assistentes

Os ambans mais conhecidos eram os residentes imperiais Qing (Manchu:; Seremšeme tehe amban; chinês tradicional: 駐紮(劄)大臣, Zhùzhá Dàchén; Tibetano: Ngang pai) no Tibete, Qinghai, Mongólia e Xinjiang, que eram territórios da China Qing, mas não eram governados como províncias regulares e mantinham muitas de suas instituições existentes.
Os residentes imperiais Qing podem ser comparados a um residente europeu (também conhecido como comissário residente) em um protetorado (por exemplo, um estado principesco britânico-indiano), o relacionamento real dependendo das circunstâncias históricas e não de uma descrição geral do trabalho de cada amban, enquanto sua autoridade era frequentemente muito extensa, como a de um governador provincial.

## Tibet
O Imperador Qing nomeou um amban no Tibete (chinês tradicional: 駐藏大臣, pinyin: Zhùzàng Dàchén), que representava a autoridade Qing sobre a teocracia budista do Tibete e comandava mais de 2.000 tropas estacionadas em Lhasa. O chefe amban foi auxiliado por um assistente amban chinês tradicional: 幫辦大臣, pinyin: Bāngbàn Dàchén) e ambos se reportaram ao Lifan Yuan. Suas funções incluíam atuar como intermediário entre a China e o reino hindu do Nepal (País dos Ghorkhas); um secretário (chinês: 夷情章京, pinyin: Yíqíng zhāngjīng) lidava com assuntos nativos. Três comissários chineses (chinês tradicional: 糧台, pinyin: liángtái), da classe dos subprefeitos, estavam estacionados em Lhasa, Tashilumbo e Ngari.
O residente imperial Qing no Tibete foi introduzido em 1727 e a maioria dos embaixadores foram nomeados dentre os Oito Estandartes Manchu, alguns eram chineses Han ou mongóis. Os imperadores usaram a embaixada para supervisionar a política tibetana, e os imperadores Qianlong, Jiaqing e Daoguang decretaram que o Dalai Lama e o Panchen Lama eram obrigados a seguir a liderança ou orientação da embaixada na execução da administração do Tibete.
Zhao Erfeng, um vassalo chinês Han, foi nomeado o último Amban do Tibete pelo governo Qing. Ele foi morto durante a Revolução Xinhai pelas forças revolucionárias republicanas chinesas que pretendiam derrubar a dinastia Qing. Após a queda da dinastia Qing em 1912, o Manchu Amban Lien Yu e seus soldados chineses foram expulsos de Lhasa. 

## Xinjiang
Altixar, que significa seis cidades, consistia nas cidades uigures de Iarcanda, Casgar, Khotan, Kuche, Aksu e Yangi Hisar (ou Ush-Turfan).  As guerras da dinastia Qing com o Canato da Zungária os empurraram para a área e em 1759 eles obtiveram o controle desta região.  Após a rebelião de Yakub Beg, Altishahr foi incorporada à administração de Xinjiang, que se tornou uma província formal no império Qing em 1884. Entre 1761 e 1865, o Império Qing nomeou um residente imperial (Manchu:; hebei amban; Chinês: zǒnglǐ huíjiāng shìwù cānzàn dàchén, 總理回疆事務參贊大臣) para Altixar, que hoje faz parte do sul de Xinjiang. O residente imperial, que residia em Casgar, Ush Turfan ou Iarcanda e exercia autoridade Qing sobre a região. O residente imperial era controlado por agentes imperiais locais (Manchu:; Baita icihiyara amban; Chinês: Bànshì dàchén, 辦事大臣), que foram enviados para as cidades mais importantes da região, onde governaram em conjunto com as autoridades locais (Uigur: ھاكىمبەگ; hakim beg, chinês: 阿奇木伯克), que recebiam patentes no serviço civil Qing e eram, em última análise, responsáveis perante o agente imperial.

## Urga

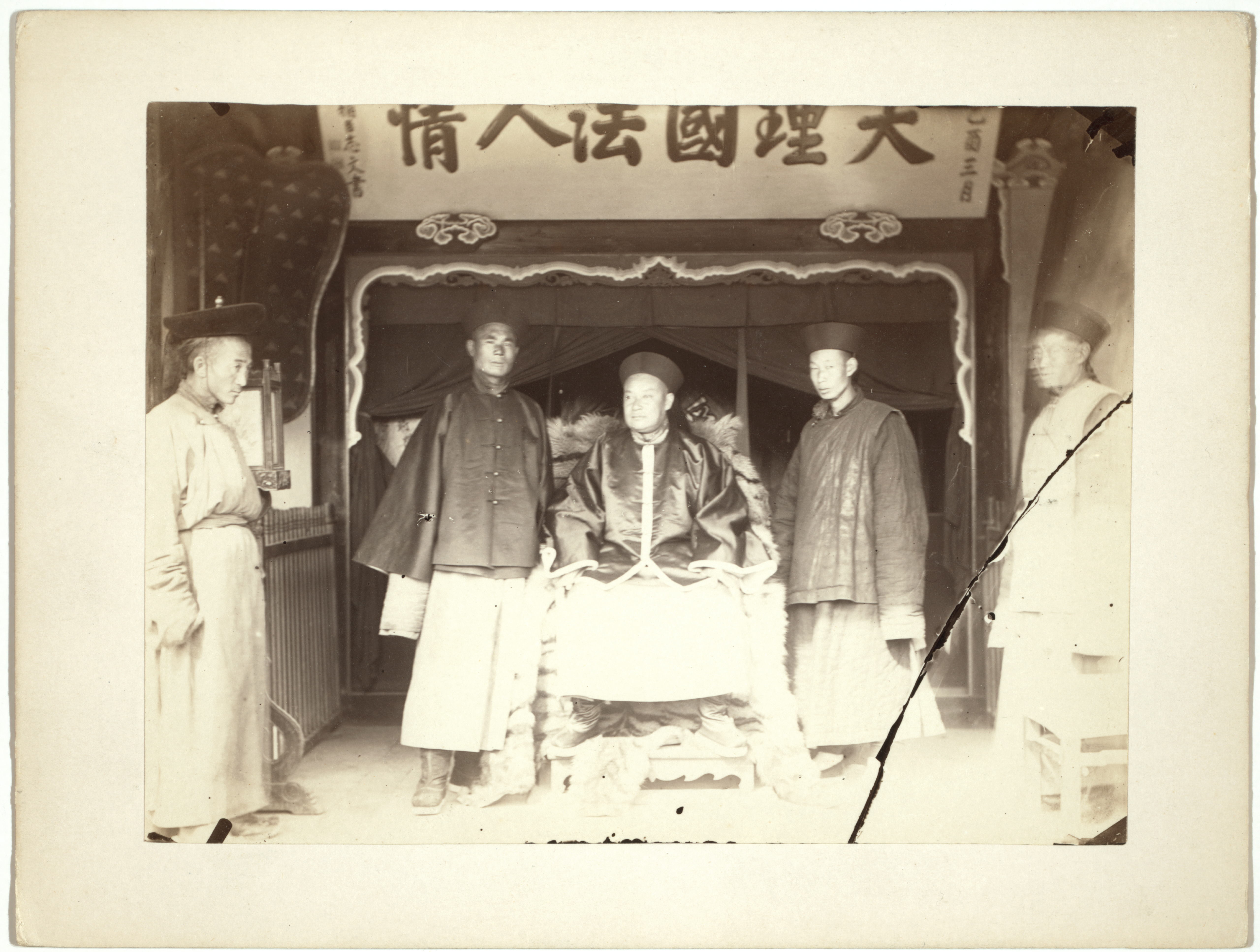
Ambans de Zergoocha Yamen em Maimachin

Na cidade sagrada de Urga, um amban (mongol:; Хүрээний амбан ноён, Chinês: 庫倫辦事大臣 Kùlún bànshì dàchén) foi posicionado para afirmar o controle Qing sobre as dependências mongóis. Ele controlava todos os assuntos temporais e era especialmente encarregado do controle da cidade fronteiriça de Kiakhta e do comércio realizado ali com os russos. Urga também foi a residência do Jebtsundamba Khutuktu, que era o chefe espiritual das tribos mongóis Calcas . O Khutuktu ficou em terceiro lugar em grau de veneração entre os dignitários do budismo tibetano, depois do Dalai Lama e do Panchen Lama. Ele residia em um bairro sagrado no lado oeste da cidade e agia como uma contraparte espiritual do Qing amban.
Após a queda da dinastia Qing em 1912, os manchus amban foram expulsos pelas forças mongóis, fugindo para a China via Rússia.

## Manchúria
No início da dinastia Qing, a palavra amban também era usada no título dos governadores militares (昂邦章京, angbang-zhangjing, que é uma transcrição do manchu amban-jianggin; R.L. Edmonds traduz o título em inglês como "vice-tenente-governador militar") nas províncias do nordeste do Império Qing, a saber, Jilin e Heilongjiang. O primeiro amban-jianggin nomeado na região foi o comandante da guarnição de Ninguta, Sarhuda, que se tornou o amban-jianggin de Ninguta em junho de 1653. 